# 프란시스코 아쿠냐 데 피게로아

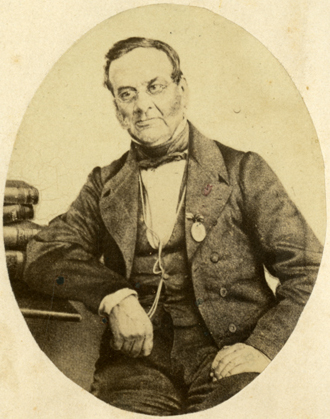
프란시스코 아쿠냐 데 피게로아

프란시스코 아쿠냐 데 피게로아(스페인어: Francisco Esteban Acuña de Figueroa 프란시스코 아쿠냐 데 피게로아[*], 1791년 9월 3일 ~ 1862년 10월 6일)는 우루과이의 작가이자 시인이다.

## 일생
그는 몬테비데오에서 태어나 그곳에서 죽었다. 그는 레알 아시엔다 야신토 아쿠냐 피게로아의 아들이다.
그는 동방인들이여, 자유? 죽음!과 파라과이인들이여, 자유? 죽음!을 작사하기도 했다.

## 같이 보기
- 우루과이의 국가